# C. H. Robinson Worldwide
C.H. Robinson Worldwide (NASDAQ: CHRW) é uma empresa de logística americana, sediada em Eden Prairie.